# Сергије Радоњешки
Сергије Радоњешки (рус. Сергий Радонежский; Ростов, 3. мај 1314 — Сергијев Посад, 25. септембар 1392) био је монах и светитељ Руске православне цркве, оснивач манастира Свете Тројице у Сергијевом Посаду близу Москве, обновитељ монаштва у северној Русији.
Руска православна црква прославља га 5. јула по јулијанском календару.

## Биографија
Рођен је у селу Варнита (у близини Ростова) као Вартоломеј.
У својој 10. години млади Вартоломеј се научио писмености у црквено-школској општини, заједно са својом браћом (старији Стефан и млађи Петар).
Око 1328. године због сиромаштва Вартоломеј је био приморан да се пресели у град Радоњеж.
Након смрти родитеља Вартоломеј одлази у Хотково-Покровски манастир, где је већ био његов брат Стефан. Ту су се предали строгом посту и подвижништву. Недалеко од манастира изградили су испоснице на обалама реке Концури где је касније изграђена (око 1335) мала дрвена црква у част Свете Тројице, на месту где се данас налази катедрала и црква Свете Тројице. Ту Вартоломеј прима монашки чин под именом Сергеј, у спомен мученика Сергеја.
Манастир Свете Тројице је основан 1345. године. Сергеј је био њен други игуман и свештеник. Монасима је давао пример својом послушношћу, преданошћу раду и молитви. Манастир је напредовао и његова слава је расла. Заједно са својим учесницима подигао је више од 40 манастира који чине Тројичко-Сергејску лавру.
Током свог живота Сергеј Радоњешки чинио је многа чуда. Људи су долазили из разних градова тражећи исцељење за своје болести и чују поуке, а понекад чак и само га виде. Према предању васкрсао је дечака, који је умро на рукама свога оца.